# Coptomia rufovaria
Coptomia rufovaria är en skalbaggsart som beskrevs av Waterhouse 1880. Coptomia rufovaria ingår i släktet Coptomia och familjen Cetoniidae. Inga underarter finns listade i Catalogue of Life.